# Schloss Liedberg

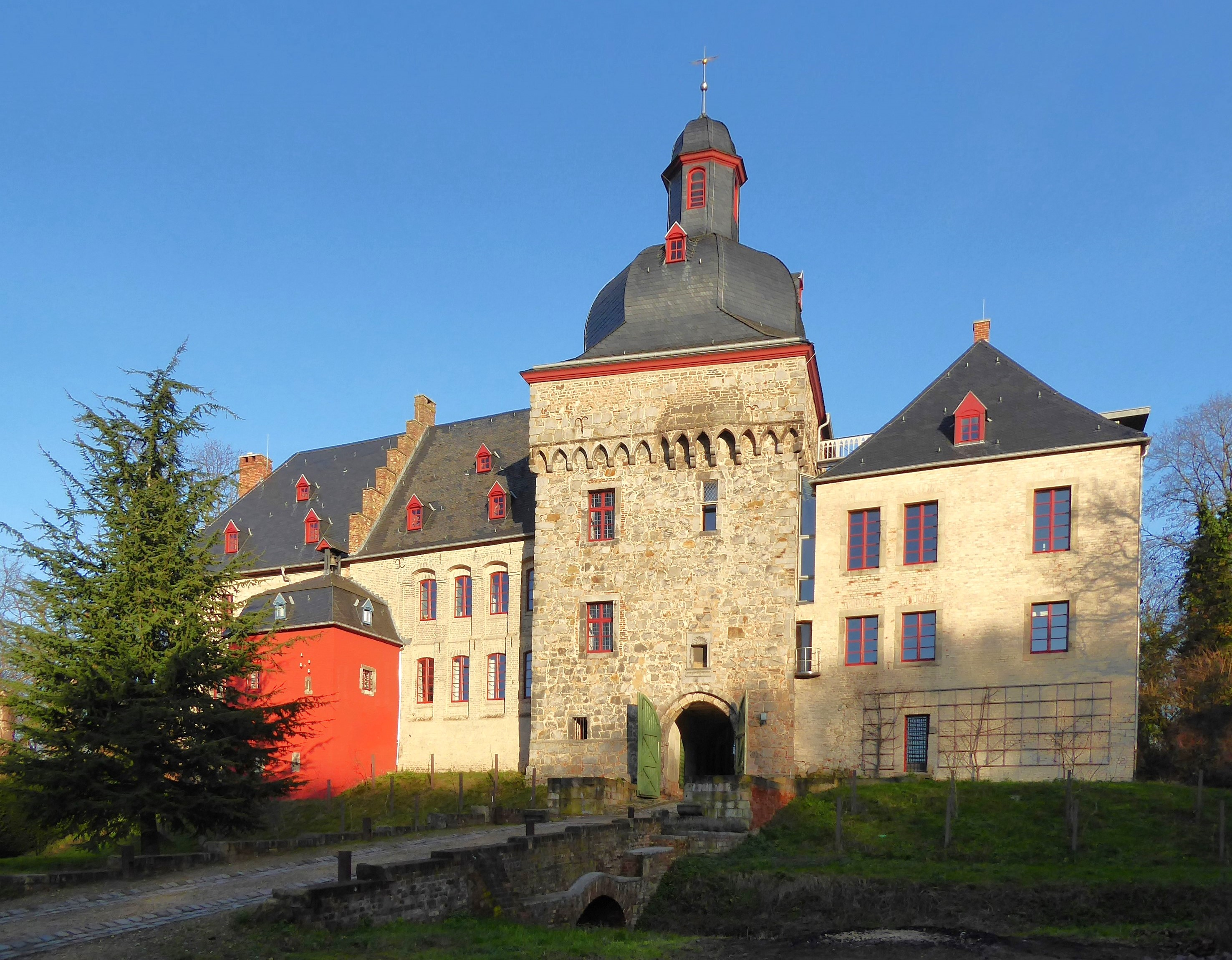
Schloss Liedberg nach der Restaurierung (2023)

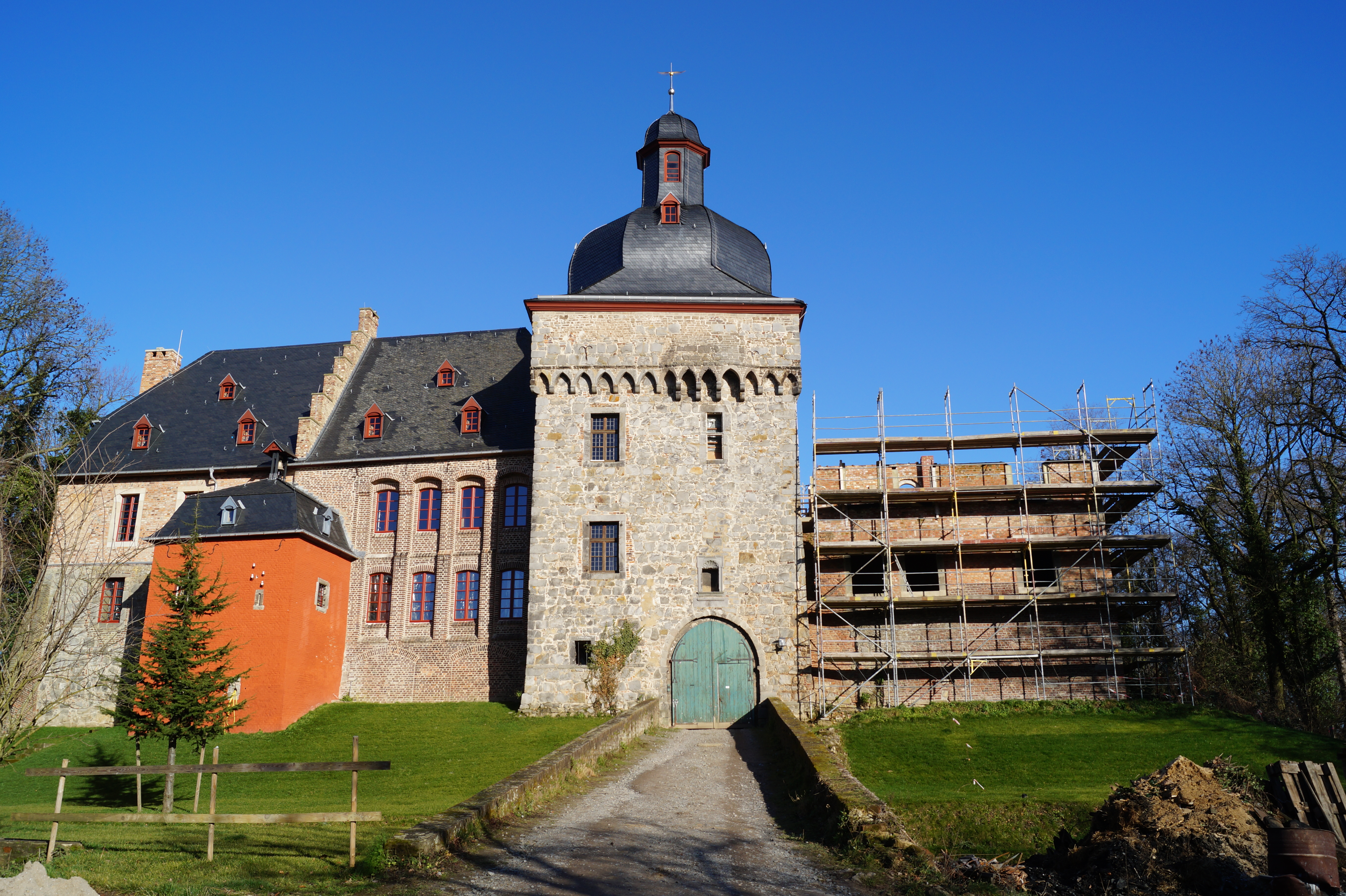
Während der Restaurierung (2014)

Schloss Liedberg ist eine Schlossanlage im Korschenbroicher Stadtteil Liedberg in Nordrhein-Westfalen.

## Geschichte
Die Anlage entstand als Höhenburg mit Vor- und Hauptburg im 13. Jahrhundert nach der Römerwacht, an der Westkuppe des Liedbergs, und dem Mühlenturm an der Ostkuppe als Mitte der Festung Liedberg. Liedberg war im Mittelalter eine große Festung mit einem großen, umgebenen Festungsgraben ("schwarzer Graben"), der z. T. mit Wasser gefüllt war und der große Teile des heutigen Ortes Liedberg umfasste. Erst ab 1608 wurden in Liedberg im größeren Umfang Privathäuser gebaut und ein großer Teil der Festung zum Flecken und Ort Liedberg (bis 1760) wie er heute ist.
Nach Erkenntnissen der Denkmalbehörde sind die Grundmauern des Schlosses Liedberg aus dem 11. Jahrhundert. Der Haupt- bzw. Mittelturm ist auf die Zeit um 1270 zu datieren. Er diente als Torturm und Bergfried und verfügt über ein 1,60 Meter starkes Mauerwerk.
1350 ließ Erzbischof Wilhelm von Gennep weitere Bauten an der damaligen Burg vornehmen, die 1391 von Engelbert III. von der Mark erstürmt wurde. Bei der Erstürmung wurde die Burgmauer beschädigt, aber ein Jahr später wieder neu errichtet.
Das Schloss bildete den Stammsitz der Grafen von Liedberg. In der zweiten Hälfte des 12. Jahrhunderts kam es durch Heirat und durch einen Vergleich von 1166 an die Herren von Randerath. Die Herrschaft Liedberg wurde 1241 von Ludwig I. von Randerath an das Kölner Domkapitel verpfändet. Der Erzbischof von Köln wiederum trat das Schloss wahrscheinlich um 1271 an Jülich ab. Im Jahre 1273 konnte die Herrschaft Liedberg von König Rudolf von Habsburg für 3000 Mk. erworben werden – er gab sie dem Grafen Wilhelm von Jülich gleichzeitig als Lehen zurück.

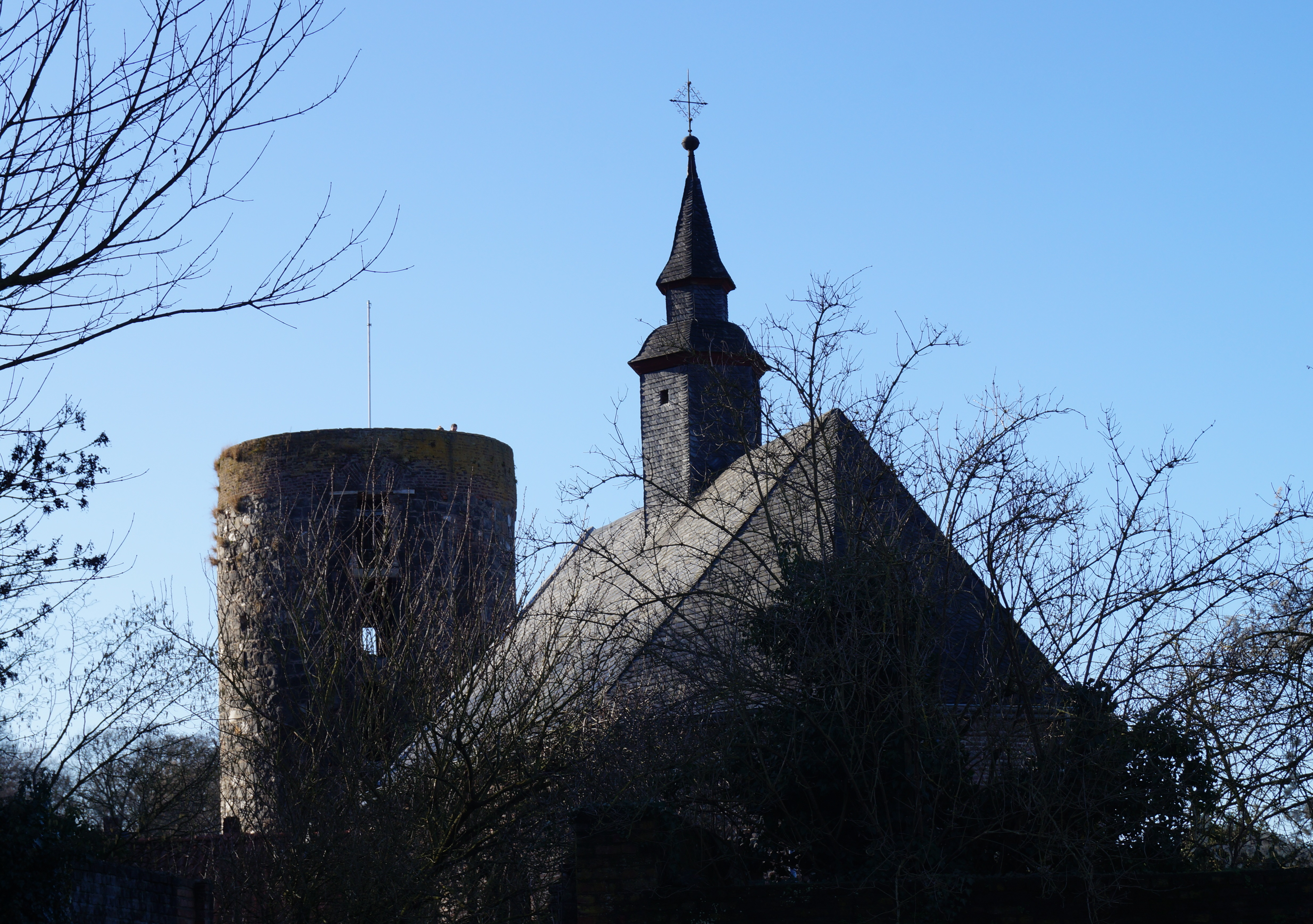
Silhouette von Mühlenturm und Schlosskapelle (2014)

Nach dem Mord an Wilhelm von Jülich in Aachen am 16. März 1278 gab Gräfin Ricarde von Jülich mit ihren Söhnen Liedberg wieder an Köln zurück. Schloss und Herrschaft Liedberg waren somit seit 1279 wieder im Besitz der kurkölnischen Erzbischöfe.
Nach einer Auseinandersetzung zwischen Erzbischof Wigbold und König Albrecht wegen der Rheinzölle wurden im Friedensvertrag 1302 Wigbolds Zolleinkünfte stark beschnitten. Als Sicherheit musste er für fünf Jahre u. a. Schloss Liedberg als Pfand stellen. Danach blieb das Schloss im Besitz der Kölner Erzbischöfe. Es erhielt eine Besatzung und einen vom Erzbischof bestellten Amtmann für das Amt Liedberg, dessen Amtssitz Burg Liedberg war. Vom 15. bis zur Mitte des 16. Jahrhunderts wurde die Stelle des Amtmanns von Mitgliedern der Familie der Scheiffart von Merode besetzt. Später gerieten Schloss und Amt in die Pfandschaft der Grafen von Limburg-Stirum.
Im Dreißigjährigen Krieg wurde im Hessenkrieg das Schloss 1642 nach der Schlacht auf der St. Töniser Heide von den Hessen erobert. Im Jahr 1673 wurde der Ort Liedberg im Holländischen Krieg fast völlig zerstört und die Burg beschädigt. Bei den späteren Reparaturarbeiten erhielt die Anlage vermutlich ihre heutige barocke Prägung. Der Wiederaufbau begann im Jahr 1680. Auf Weisung des Schlossvogtes Damian Herman Nideggen bekam der Turm eine barocke Haube. Er ließ auch im Jahr 1707 außerhalb des Schlosses die neue Schlosskapelle errichten. Seine Initialen D.H.N. sind am Eingang zum Treppenhaus des Wohntraktes und der Schlosskapelle angebracht. Die St.-Georg-Kapelle wurde am 3. Januar 1708 eingeweiht. In einer Gruft unter dem Chor liegen Nideggens Ehefrau und der spätere Vogt Kolvenbach mit seiner Frau begraben. Nideggen wurde auf eigenen Wunsch vor der Kapelle unter einer Steinplatte begraben. Die Kapelle wurde im Jahr 1862 Pfarrkirche von Liedberg. 1896 bestand das Schloss aus dem gotischen Haupt- bzw. Mittelturm, dem Torhaus, dem sogenannten Rittersaal und einem Wohngebäude. Noch im selben Jahr kam es zum Abriss des Torhauses.
Als 1798 in den linksrheinischen Gebieten neue Verwaltungsbezirke als Départements, Kantone und Kommunen geschaffen wurden, kam Liedberg zum Kanton Neersen. Im Frieden von Lunéville 1801 wurden die seit 1798 annektierten linksrheinischen Départements als französisches Staatsgebiet anerkannt. 1802 wurde die Säkularisation durchgeführt und auch Schloss Liedberg verstaatlicht. Bei der späteren Versteigerung erwarb der letzte kölnische Amtsverwalter Kopp das Schloss. Von ihm ging es an den Reichsfreiherrn Leopold von Fürstenberg. Das Schloss blieb dann bis ins 20. Jahrhundert im Besitz seiner Familie.

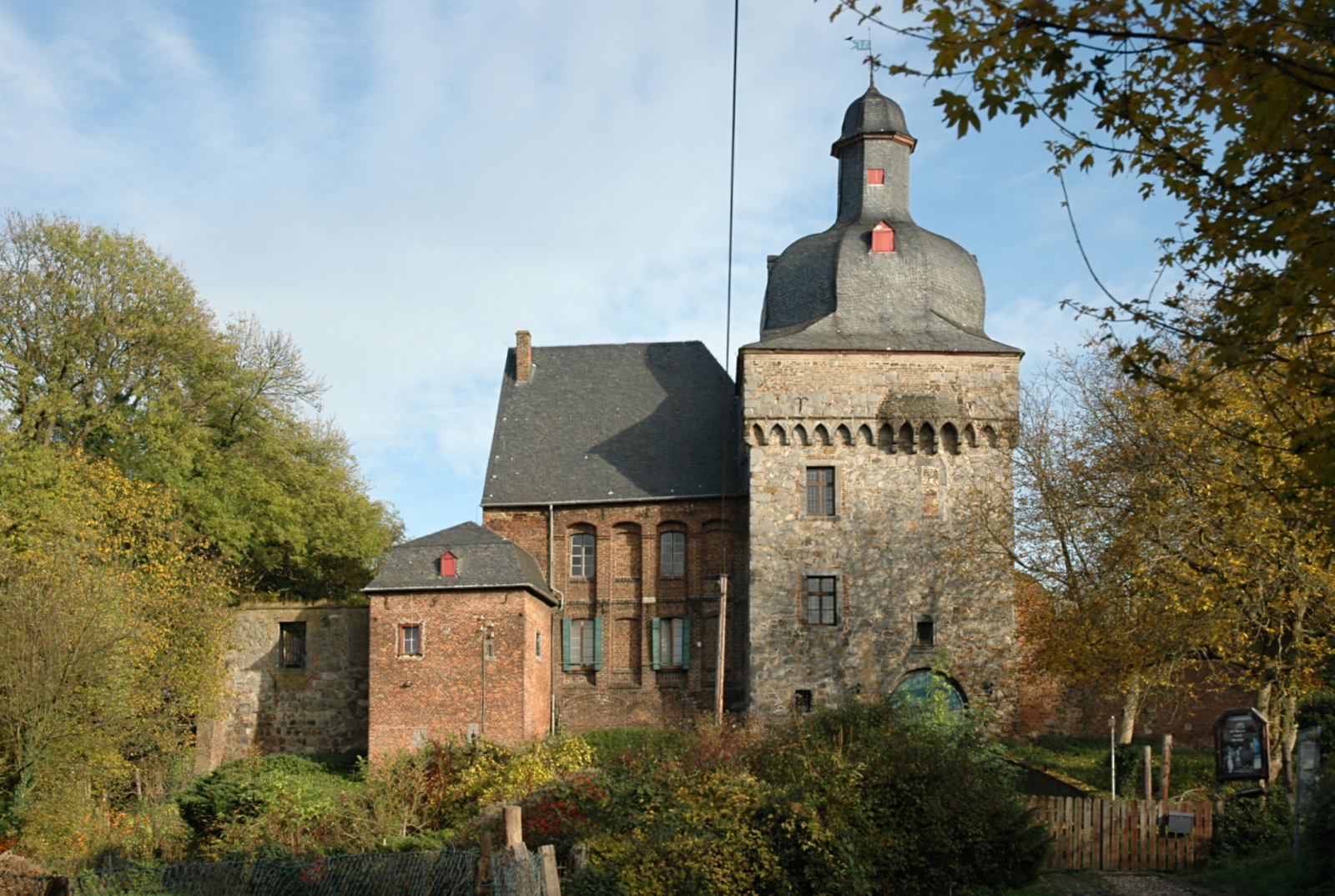
Das teilzerstörte Schloss Liedberg von Westen (2006)

Das Schloss wurde während des Zweiten Weltkriegs im Jahr 1944 von einer Bombe getroffen und zum Teil zerstört. Bis zum Jahr 1968 war das Bauwerk dem Verfall preisgegeben. Danach begannen erste Restaurierungsarbeiten. Nach einigen Besitzerwechseln erwarb im Jahr 2007 der Unternehmer Peter Overlack das Schloss, der seit 2008 Sanierungsarbeiten an der Anlage durchführen lässt, einschließlich einer Rekonstruktion der zerstörten Trakte. 2010 wurden bei den Sanierungsarbeiten des gotischen Turmmauerwerks in über 12 Metern Höhe (drittes Geschoss) acht einzelne Schuhe unterschiedlicher Modelle entdeckt: drei Frauenschuhe, zwei Kinderschuhe und drei Männerschuhe.

## Architektur
Das Schloss selbst bedeckt die östliche Höhe des Liedbergs. Es ist von steinernen Umfassungsmauern umgeben.
Das Hochschloss, das aus mehreren Gebäuden besteht, richtet sich nach Westen aus und liegt wie ein Riegel vor dem Innenhof. Der mächtige Mittelturm aus dem 14. Jahrhundert ist aus Quadern aus Liedberger Sandstein gefertigt. Er besteht aus vier Stockwerken, wobei das vierte Stockwerk vorgekragt ist und auf einem Spitzbogenfries ruht. Der Turm wird von einer malerischen barocken Dachhaube abgeschlossen, die vermutlich aus dem Jahr 1673 stammt. Eine 6,40 m lange Durchfahrt führt durch den Turm in den inneren Schlosshof. Ursprünglich war dem Mittelturm noch ein zweigeschossiger Vorbau vorgesetzt, der Vorrichtungen für die Zugbrücke enthielt und 1896 abgebrochen wurde.
Das Herrenhaus bestand aus zwei Teilen, die durch Giebel getrennt waren. Neben dem Turm ein Gebäude aus Backstein mit getrepptem Giebel. Im Norden ein Sandsteinbau vom Ende des 17. Jh., der im Obergeschoss aus Backsteinen bestand und 1896 einstürzte und abgerissen wurde.

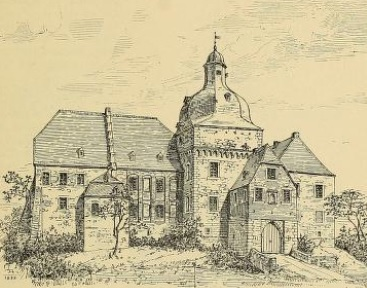
Schloss Liedberg 1896
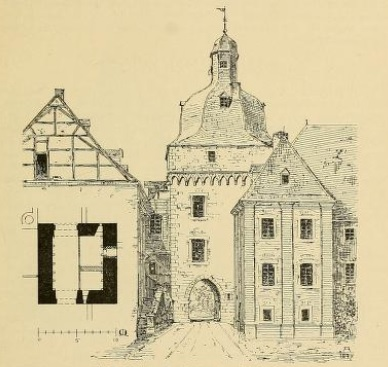
Herrenhaus vom Schlosshof 1896
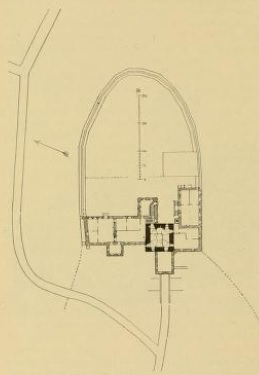
Grundriss 1896

Besondere Aufmerksamkeit verdient die Schlossmauer, die das gesamte Areal umschließt, wie der Mittelturm aus dem 12. Jahrhundert stammt und aus Sandsteinblöcken errichtet wurde.
Weiter im Westen wurde mit dem Bau des Schlosses ein Rundturm aus Sandsteinblöcken errichtet, der ursprünglich zum Schutz des Schlosses angelegt wurde. Die Mauerstärke beträgt zwei Meter und der lichte Durchmesser 4,30 Meter. Dieser Turm wurde in späterer Zeit zu einer Mühle umfunktioniert.
Die Standsicherheit ist jedoch durch ehemalige Bergbauarbeiten bedroht, die bisher von der RAG-Stiftung nicht behoben wurden.

## Denkmalbeschreibung
Zweigeschossiges Herrenhaus aus Backstein mit Walmdach aus dem 17. Jh., an der Ostseite das Treppenhaus vorgelagert; aus dem 14. Jh. stammen Teile der Ringmauer sowie der viergeschossige Mittelturm mit Spitzbogenfries, das Schweifhaubendach vom E. 17. Jh.; auf der Südseite des Schlosshofes ein zweigeschossiges Wohnhaus mit Walmdach und Fachwerkgiebel.